# Mentiras piadosas (álbum)
Mentiras piadosas es el séptimo disco del cantautor español Joaquín Sabina, puesto a la venta en 1990. 
En aquella época, Joaquín Sabina empezó a hacer giras por Latinoamérica, lo que le hará acercarse cada vez más a la música de países como México o Argentina. En 1989, Joaquín escribió el tema Eclipse de mar para la cantante mexicana Guadalupe Pineda, en 1990, Joaquín interpretó su propio tema en este disco, variando la letra en algunos aspectos con la otorgada a Guadalupe Pineda.
La canción Con un par, a ritmo de salsa, está dedicada a Dionisio Rodríguez Martín, el Dioni. 
En su versión en casete, el álbum quedaba reducido a 10 temas (se suprimían Ponme un trago más y A ti que te lo haces). En su versión en LP, tan solo aparecían 9 temas (aparte de las dos anteriormente citadas, tampoco aparecía Ataque de tos).

## Lista de canciones
1. Eclipse de mar (Joaquín Sabina / Luis Eduardo Aute) - 4:14
2. Pobre Cristina (Joaquín Sabina / Antonio García de Diego / Pancho Varona) - 4:29
3. Y si amanece por fin (Joaquín Sabina / Sergio Castillo / Pancho Varona / Antonio García de Diego) - 4:36
4. El muro de Berlín (Joaquín Sabina / Jaime Asúa / José Nodar) - 4:16
5. Mentiras piadosas (Joaquín Sabina) - 3:32
6. Con un par (Joaquín Sabina / Sergio Castillo / Pancho Varona / Antonio García de Diego) - 5:13
7. Corre, dijo la tortuga (Joaquín Sabina / Antonio García de Diego) - 4:09
8. Con la frente marchita (Joaquín Sabina / Sergio Castillo / Pancho Varona / Antonio García de Diego) - 5:02
9. Ataque de tos (Joaquín Sabina / Javier Vargas) - 4:04
10. Medias negras (Joaquín Sabina) - 4:49
11. Ponme un trago más (Joaquín Sabina / Antonio García de Diego) - 4:17
12. A ti que te lo haces (Joaquín Sabina / Javier Martínez) - 4:15